# Bibracte deminuta
Bibracte deminuta är en insektsart som beskrevs av Brunner von Wattenwyl 1898. Bibracte deminuta ingår i släktet Bibracte och familjen gräshoppor. Inga underarter finns listade i Catalogue of Life.